# 増田警察署 (宮城県)
増田警察署（ますだけいさつしょ）は、1947年（昭和22年）から1954年（昭和29年）までの自治体警察時代に、日本の宮城県名取郡増田町（現・名取市）に置かれた警察署である。増田町警察署ともいう。現在の岩沼警察署増田交番の前身にあたる。

## 歴史
増田（あるいは現在の名取市）初の近代警察組織は、1875年（明治8年）の宮城県警察係第一出張所（仙台）の下に置かれた増田小屯所で、巡査6名を定員とした。1877年（明治10年）に仙台警察署増田分署となった。1886年（明治19年）7月の地方官官制で一郡に一警察署を置くことなり、名取郡では岩沼がその本署になった。増田分署は翌年に発足した岩沼警察署に移管した。1902年（明治35年）に派出所となり、1932年（昭和17年）11月には駐在所になった。
第2次世界大戦後の占領下で、警察組織は市町村単位の自治体警察と独自の警察組織を維持しない小規模町村のための国家地方警察に分けられることになった。このとき増田町は増田町公安委員会の下に増田町警察署を設置した。増田町警察署は署長以下9名の小規模な警察署として発足した。
1951年（昭和26年）6月に警察法が改正され、市町村が自治体警察を自由に廃止できるようになると、宮城県でも廃止の動きが広がった。その中で、増田町と隣接の閖上町は仙台市と組合警察を作ることを選択した。かくて1952年（昭和27年）1月1日に仙台市警察組合が発足し、仙台市警察の下に増田警察署を置くことになった。
1954年（昭和29年）に自治体警察が廃止されると、増田警察署は岩沼警察署の増田警部補派出所となった。増田警部補派出所は国道4号（陸羽街道）から閖上への道が分岐する三角地（北緯38度10分16.4秒 東経140度53分11.2秒 / 北緯38.171222度 東経140.886444度）にあったが、1966年（昭和41年）に仙台バイパス沿いに鉄筋コンクリート2階建ての派出所を建てた（北緯38度10分28.5秒 東経140度53分24.2秒 / 北緯38.174583度 東経140.890056度）。これが1994年（平成6年）に増田交番と改称して現在に到る。
2011年（平成23年）3月11日に発生した東北地方太平洋沖地震（東日本大震災）では、増田交番から沿岸部に向かった警察官が津波で殉職した。

### 人員
- 1951年（昭和26年）10月1日 - 警部1、警部補1、巡査部長1、巡査4、一般職員4[5]。
- 1952年（昭和27年）1月1日 - 警部1、警部補1、巡査部長1、巡査5、一般職員2[6]。

### 年表
- 1875年（明治8年） - 宮城県が増田屯所を設置。
- 1877年（明治10年） - 仙台警察署の増田分署になる。
- 1887年（明治20年） - 岩沼警察署発足により同署に移管。
- 1902年（明治35年） - 増田派出所に改称。
- 1932年（昭和17年） - 増田駐在所になった。
- 1947年（昭和22年） - 増田町の下に増田警察署が発足した。
- 1951年（昭和26年）12月17日 - 仙台市・増田町・閖上町が組合警察設置を約した。
- 1952年（昭和27年）1月1日 - 仙台市警察の下に移管した。
- 1954年（昭和29年） - 岩沼警察署増田警部補派出所になった。
- 1994年（平成6年） - 増田交番に改称。